# Frankenstein (Oederan)
Frankenstein ist ein Ortsteil der sächsischen Stadt Oederan im Landkreis Mittelsachsen.

## Geographie

### Lage
Frankenstein befindet sich im Tal der Striegis an der Verbindungsstraße zwischen Frankenberg/Sa. und Freiberg. Oederan liegt ca. 6 Kilometer südwestlich des Orts. Durch Frankenstein fließt der Kemnitzbach, ein Zufluss der Striegis.

### Nachbarorte
|            | Wingendorf                                  | Wegefarth            |
| Hartha     | Kompassrose, die auf Nachbargemeinden zeigt | Bahnhof Frankenstein |
| Memmendorf |                                             | Kirchbach            |

## Geschichte

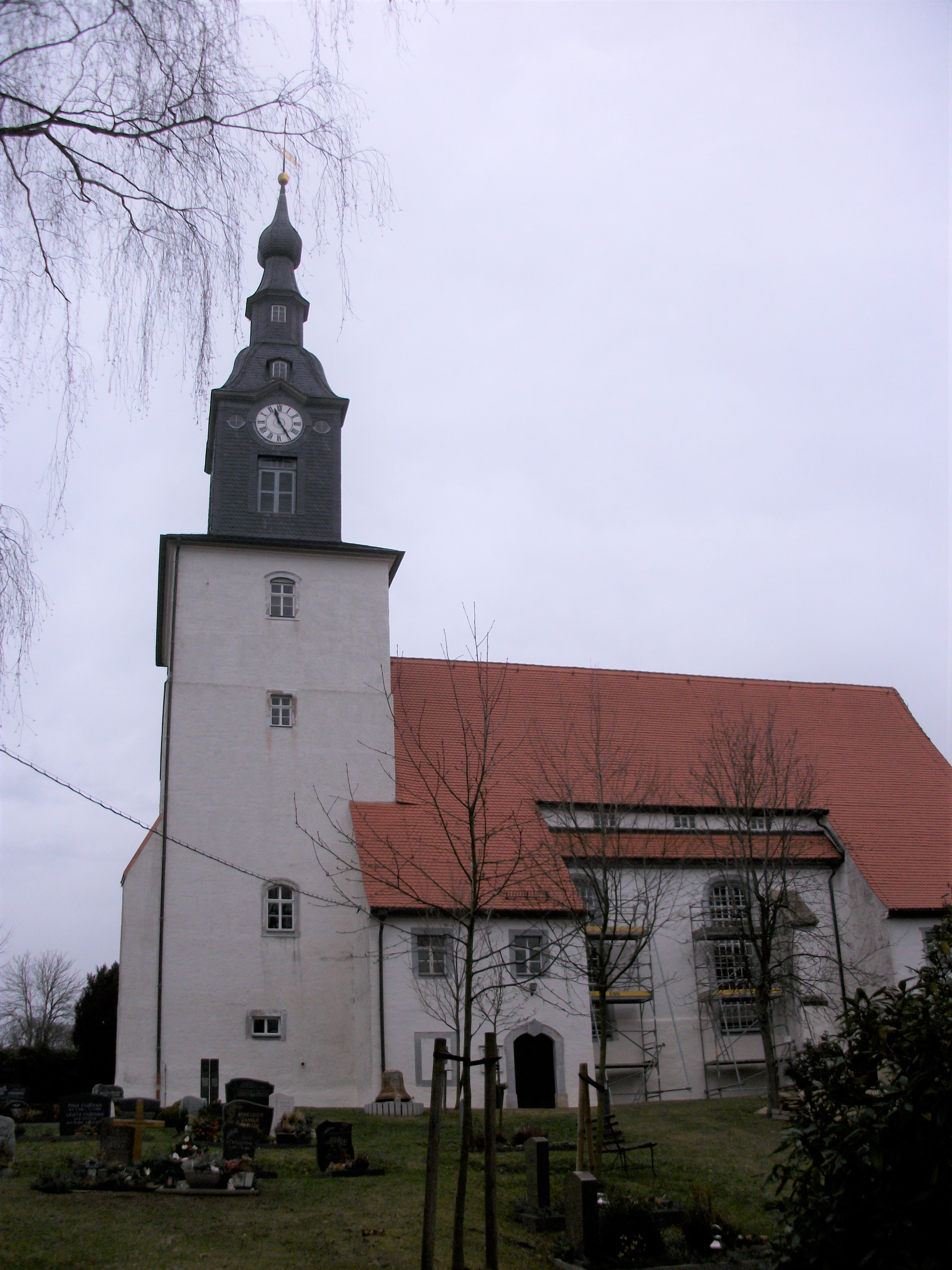
Dorfkirche Frankenstein

Frankenstein wurde 1185 das erste Mal urkundlich erwähnt. Bereits 1206 besaß der Ort eine Kirche. Vor 1378 gehörte Frankenstein wie der Nachbarort Wingendorf zum Kreisamt Freiberg. Über Jahrhunderte waren beide Orte im Besitz der Familie von Schönberg. Um 1551 gehörten Wingendorf und Frankenstein nachweislich zum schönbergischen Rittergut Oberschöna, die Verwaltung der Orte oblag jedoch nach 1445 nicht mehr dem Kreisamt Freiberg, sondern dem Amt Augustusburg (vormals: Amt Schellenberg). Ab 1696 ist das Rittergut Wingendorf mit den Orten Wingendorf, Frankenstein und dem „Städtchen“ Hainichen belegt, welches seitdem wieder zum Kreisamt Freiberg gehörte. 1856 wurde die Gerichtsbarkeit der Orte Wingendorf und Frankenstein dem Königlichen Gericht Oederan übertragen.
Seit 1875 gehörte Frankenstein zur Amtshauptmannschaft Flöha, deren Nachfolger 1952 der Kreis Flöha im Bezirk Chemnitz (1953 in Bezirk Karl-Marx-Stadt umbenannt) und 1990 der sächsische Landkreis Flöha wurde. Im Jahr 1974 wurden die Orte Hartha und Wingendorf nach Frankenstein eingemeindet. Seit 1994 gehörte Frankenstein zum Landkreis Freiberg. Am 1. Januar 1994 schlossen sich Frankenstein und Memmendorf zur neuen Gemeinde Frankenstein zusammen, die wiederum zum 1. Januar 2012 ins benachbarte Oederan eingemeindet wurde. Seit 2008 gehört Frankenstein zum Landkreis Mittelsachsen.

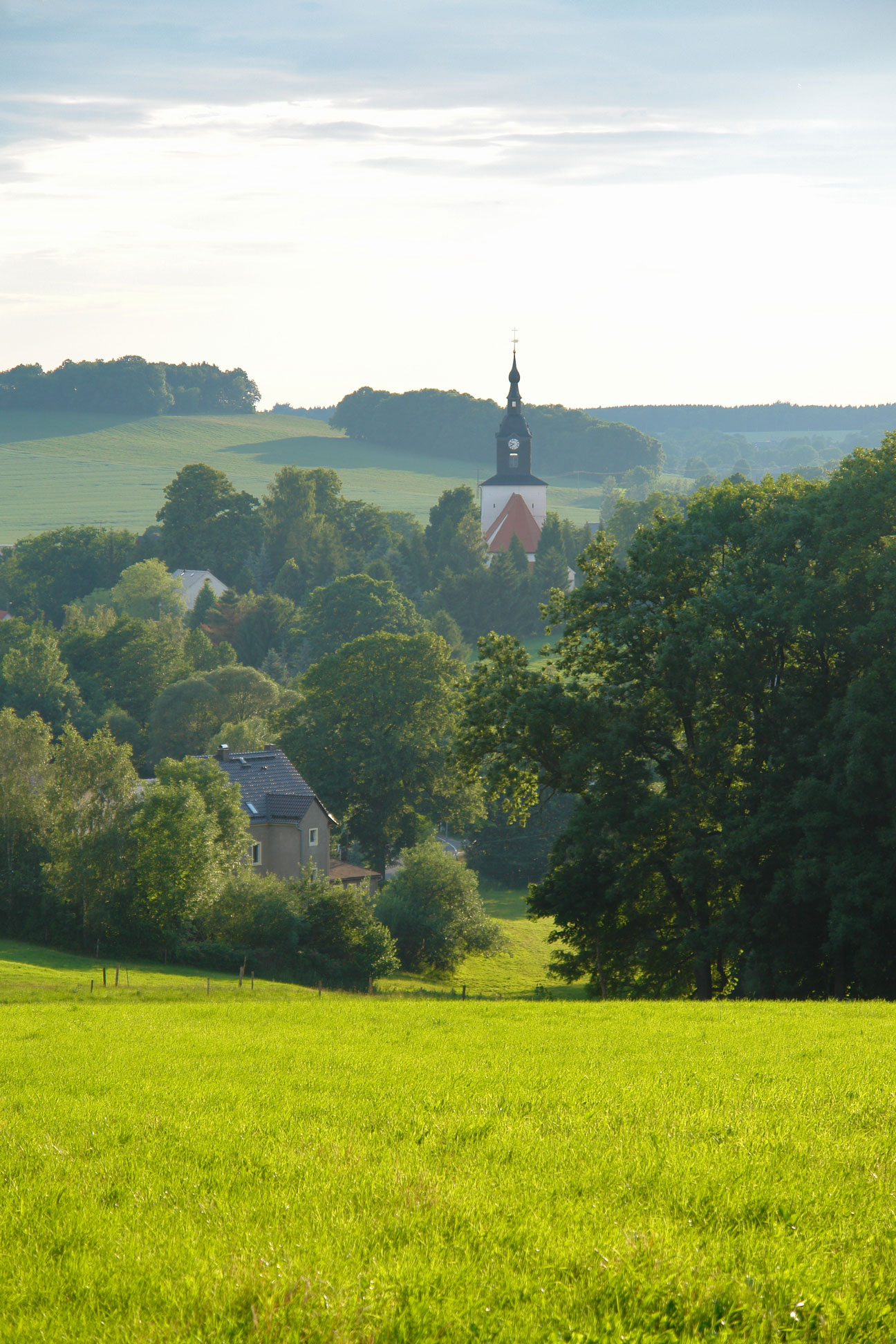
Frankenstein (Mai 2008)
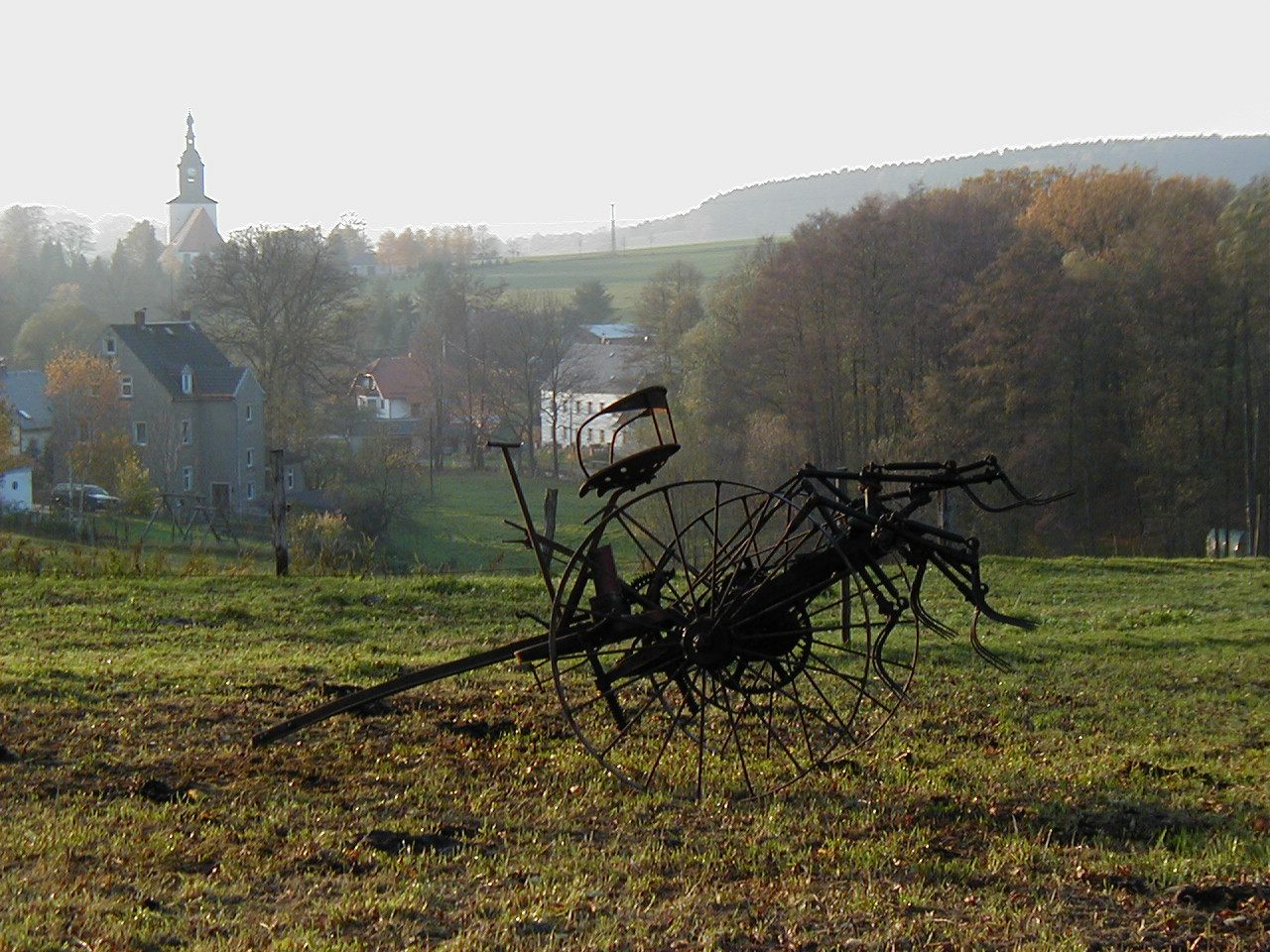
Blick auf Frankenstein im Herbst

Einwohnerentwicklung ab 1982
Folgende Einwohnerzahlen beziehen sich auf den 31. Dezember des voranstehenden Jahres mit Gebietsstand Januar 2007:
| 1982 bis 1988 - 1982 – 1255 - 1983 – 1226 - 1984 – 1221 - 1985 – 1215 - 1986 – 1202 - 1987 – 1212 - 1988 – 1181 | 1989 bis 1995 - 1989 – 1152 - 1990 – 1140 - 1991 – 1111 - 1992 – 1107 - 1993 – 1115 - 1994 – 1120 - 1995 – 1135 | 1996 bis 2002 - 1996 – 1169 - 1997 – 1205 - 1998 – 1217 - 1999 – 1219 - 2000 – 1211 - 2001 – 1216 - 2002 – 1210 | 2003 bis 2010 - 2003 – 1218 - 2004 – 1219 - 2005 – 1205 - 2006 – 1208 - 2007 – 1198 - 2008 – 1164 - 2010 – 1119 |

 Quelle: Statistisches Landesamt des Freistaates Sachsen

## Verkehr

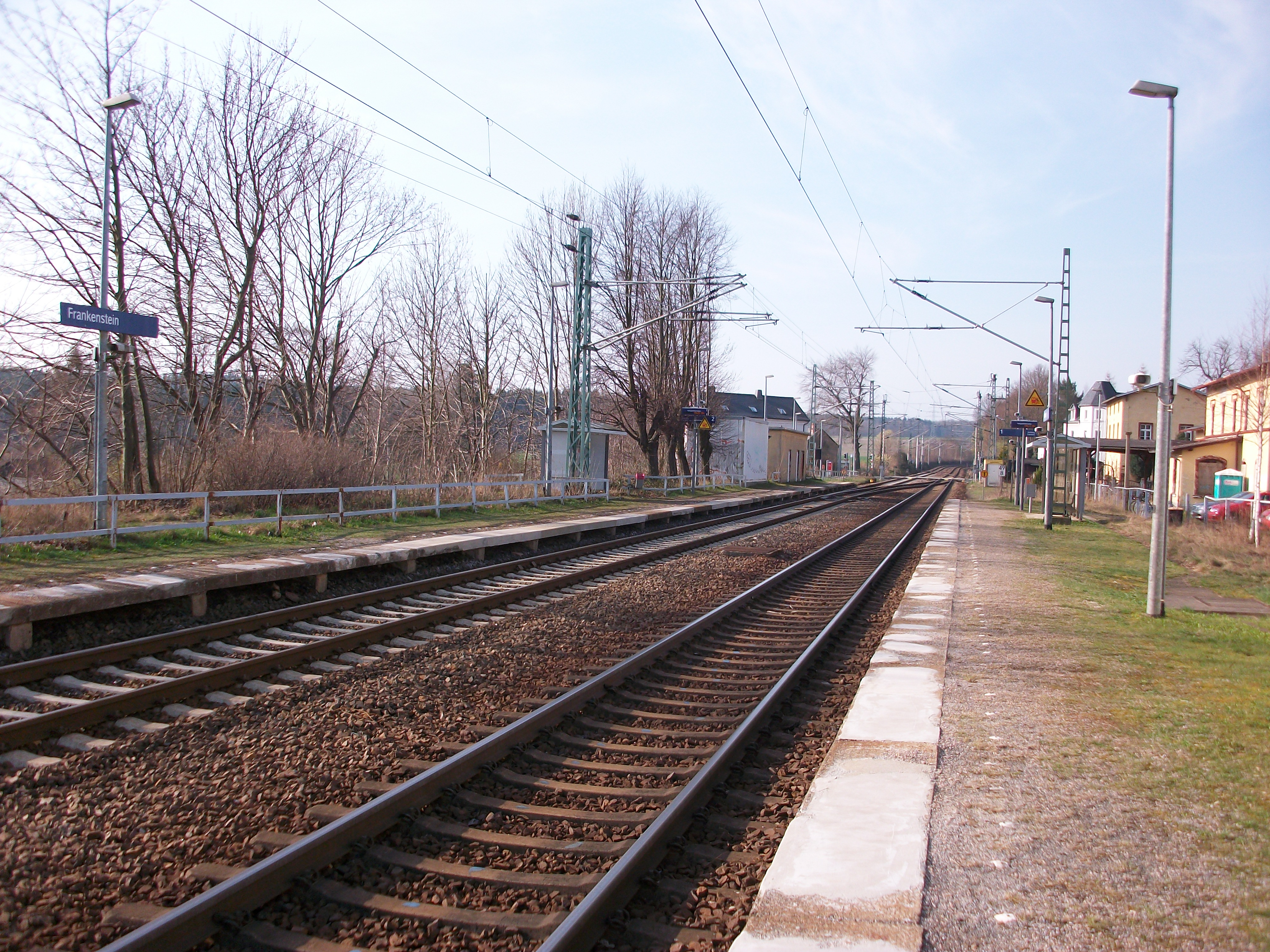
Bahnhof Frankenstein (2016)

Durch das Ortsgebiet verläuft die Strecke der Bahnstrecke Dresden–Werdau (Teil der Sachsen-Franken-Magistrale). Der Haltepunkt Frankenstein (Sachs) liegt jedoch in der Gemarkung Wegefarth.

## Religion
Die evangelischen Bewohner von Frankenstein gehören zur Evangelisch-lutherischen Kirchgemeinde Oederan, die römisch-katholischen zur Gemeinde St. Theresia in Flöha als Teil der Katholischen Pfarrei St. Johannis der Evangelist Freiberg.

## Sehenswürdigkeiten
- In der Dorfkirche Frankenstein ist eine Orgel von Gottfried Silbermann erhalten, welche 1753 vollendet wurde und 1997/1998 durch Orgelbau Rühle eine Restaurierung erfuhr.[4]  Die alte Christusglocke und die alte Taufglocke der Frankensteiner Kirche wurden an zwei Standorten in Frankenstein aufgestellt. Sie sind Teil des Glockenpfads zur Frankensteiner Kirche, zu dem auch die alte Auferstehungsglocke in Hartha und die alte Trauglocke in Memmendorf gehört.[5]

## Söhne und Töchter des Orts
- Karl Gottlob Heymann (1825–1905), konservativer Politiker, MdL (Königreich Sachsen)
- Theodor Heymann (1853–1936), Unternehmer und konservativer Politiker, MdL (Königreich Sachsen)
- Siegfried Bruck (1863–nicht ermittelt), Theaterschauspieler und Regisseur
- Rudolf Wetzel (1895–1983), Veterinärmediziner und Hochschullehrer, auf Gut Lindenhof geboren